# ホンダ・エアウェイブ
エアウェイブ（AIRWAVE）は、本田技研工業がかつて生産、販売していたステーションワゴン型の小型乗用車である。

## 概要
オルティアの販売終了以来、ホンダのラインナップにおいて空白となっていた5ナンバーサイズのコンパクトステーションワゴンとして2005年4月に登場した。翌2006年3月には、ライトバン仕様の姉妹車であるパートナーもオルティアベースからエアウェイブベースに切り替わっている。
燃料タンクを車体中央に配したセンタータンクレイアウトを採用した初代フィットのシャーシをベースに、ホイールベースを100mm延長しており、後席および荷室には余裕のある空間が確保されている。低床であるため荷物の積み下ろしが容易であり、後席を倒す際は座面ごと下に沈んで荷室床をほぼ水平にできるなど、ステーションワゴンとしての使い勝手は優れた車である。そのため一定の評価があったが、販売時期が既にステーションワゴン市場の低迷期であったため、売れ行きは芳しくなかった。
特徴は、流麗なフォルムと前席頭上から後席まで広がる「スカイルーフ」で、いつでも青空や星空が見え、開放感が味わえるようになっている。スカイルーフは、プライバシーガラスと熱線吸収UVカットガラスの合わせガラスを採用している。スカイルーフはガラス部分の面積が非常に大きいが、ガラス部分を囲むルーフ部のフレームやテールゲート開口部を囲むフレームなどは閉断面化されており、剛性および衝突安全性を確保している。スカイルーフのないノーマルルーフも存在する。

## 初代 GJ1/2型（2005年-2010年）
- 2005年4月8日 - 販売開始[2]。
- 2006年
  - 3月9日 - マイナーチェンジを実施[3]。全車にイモビライザーとアレルフリー脱臭フィルターを標準装備とした。「L」に標準装備されているオートエアコンを、「G」に注文装備できるようにした。
  - 7月6日 - 特別仕様車の「HID エディション」と「HDDナビ HID エディション」を発売した[4]。
  - 12月21日 - 特別仕様車「スタイル エディション」と「HDDナビ スタイル エディション」を発売[5]。
- 2007年6月29日 - 一部改良を実施[6]。「G」「L」によるグレード名を廃止し、新たに用途別にノーマルルーフの「M」（「M」はスカイルーフがオプション）とスカイルーフ標準の「SKY」の名称になった。オートエアコンを全車に標準装備した。
  - 12月6日 - 「M」特別仕様車「HDDナビ エディション」、「HDDナビ HID エディションII」、「HDDナビ スタイル エディションII」を発売[7]。
- 2008年4月24日 - マイナーチェンジを実施[8]。「M」とエアログレードの「ST[注釈 2]」の2タイプに変更（スカイルーフは両グレードにオプション設定）した。「M」に、ドアミラーウインカーやカラードテールゲートスポイラーなどを装備した「Sパッケージ」を設定した。エクステリアでは、新デザインのフロントグリルやフロントバンパーなどを採用した他、マイクロアンテナを採用。その結果、全高が1,530mm（FF）、1,545mm（4WD）に変更した。インテリアはブラックカラーで統一され、新シート表皮（起毛トリコット）やシルバー加飾されたメーター類などで、よりスポーティ感を演出した。
- 2010年8月末 - 生産・販売を終了。同時に、エアウェイブがベースとなっているライトバンのパートナーも生産・販売終了となる。これにより、2011年6月にフィットシャトルが発売されるまでは、ホンダの5ナンバーステーションワゴンはストリームのみとなった。

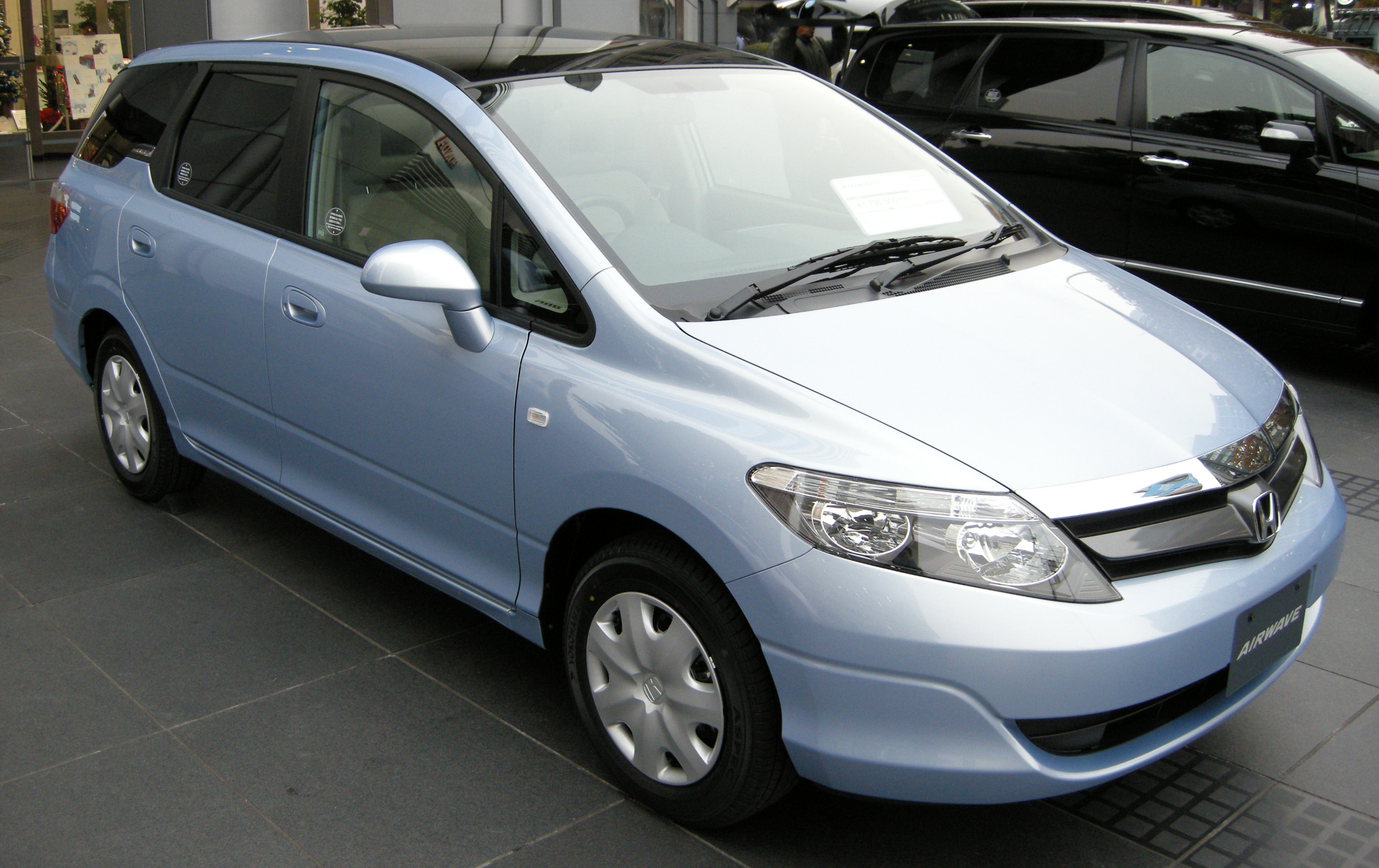
前期型（スカイルーフ仕様）
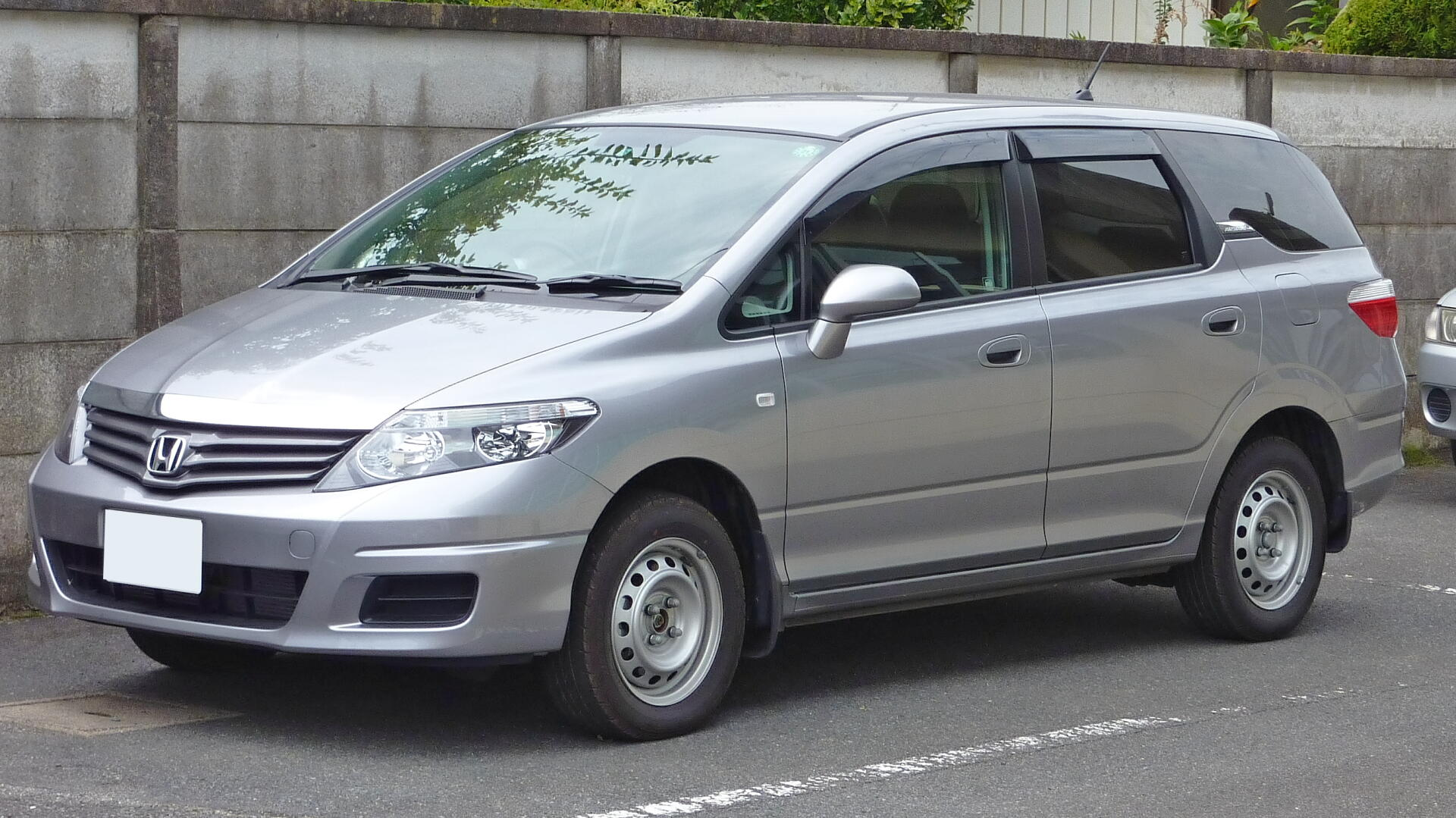
後期型（2008年4月 - 2010年8月）

## 搭載エンジン

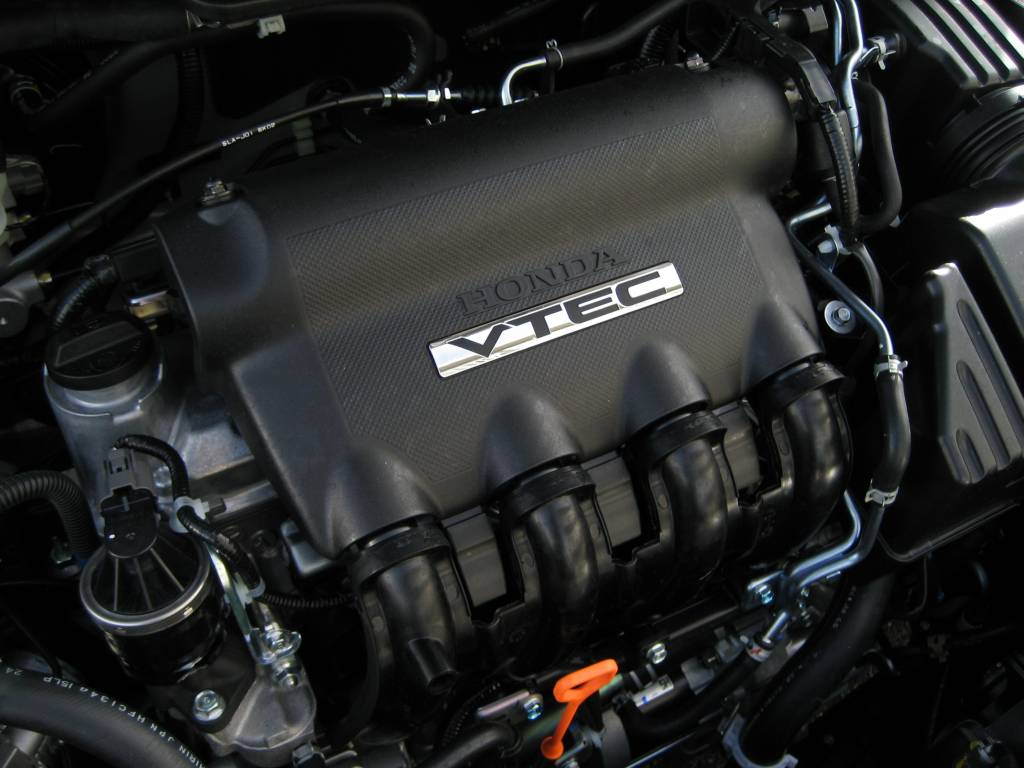
L15A型エンジン

## 車名の由来
- 空気の流れ（風）が感じられる、洗練されたスタイルで、明るく、広く、開放感あふれる室内空間を持ち、自然との一体感を創造する爽快感あふれるクルマ、という意味。